# Temple d'Antas
Le temple d'Antas est un temple punico-romain situé à une dizaine de kilomètres  au sud de la commune Fluminimaggiore, dans la province de Sardaigne du Sud, en Sardaigne.
Dédié à l'adoration du dieu éponyme des Sardes Sardus Pater Babai (peut-être équivalent de Sid Addir des Carthaginois), il est érigé par les Carthaginois puis par les Romains, attirés par les riches gisements de plomb et de fer de la région.

## Le temple punique
Sous le perron d'accès au temple romain se trouvent les restes du précédent temple carthaginois dédié au dieu Sid Addir, prolongement du précédent culte nuragique rendu au dieu de l'eau et de la végétation. Le premier  sacellum est édifié vers 500 av. J.-C. sur un éperon calcaire considéré comme sacré, et en 300 av. J.-C. le temple est restructuré. Autour de l'autel ont été trouvés de nombreux vestiges puniques.

## Le temple romain
Construit par l'empereur Auguste (27 av. J.-C.-14), il est restauré durant Caracalla (213-217) sur l'emplacement du temple punique. Découvert en 1836 par le général Alberto La Marmora il a pris sa forme actuelle après la reconstruction effectuée en 1967. La partie antérieure de l'édifice est composée par six colonnes, hautes de huit mètres et coiffées de chapiteaux ioniques. À l'origine, était aussi présent un fronton triangulaire.
La cella était accessible  par deux ouvertures latérales. Sur la sol de la cella est visible une partie de la mosaïque. Enfin la partie sacrée du temple est dotée de deux récipients carrés, profonds environ d'un mètre, et qui contenaient l'eau utilisée lors des rites de purification. Probablement était présente une statue de Sardus Pater Babai qui, à en juger par la taille d'un doigt trouvé sur le site, pouvait avoir une hauteur de trois mètres. Dans l'aire du temple ont été découverts des offrandes, des statues votives ainsi que des pièces de monnaie.

## Le site archéologique
En outre, autour du temple sont également présents:
- une petite nécropole située dans la zone en face le temple (découverte en 1984, aujourd'hui, les trois tombes ne sont pas visibles);
- les vestiges d'un ancien village Nurage (-1200 a.C.900 av. J.-C.) utilisés aussi à l'époque tardo-romaine;
- les carrières romaines d'où s'extrayaient les blocs de calcaire utilisés pour construire le temple;
- un ancien sentier qui relie la zone archéologique à une grotte d'intérêt spéléologique où ont été découverts divers objets nuragiques sans doute utilisés lors de cérémonies du culte de l'eau.

## Le temple en trois dimensions

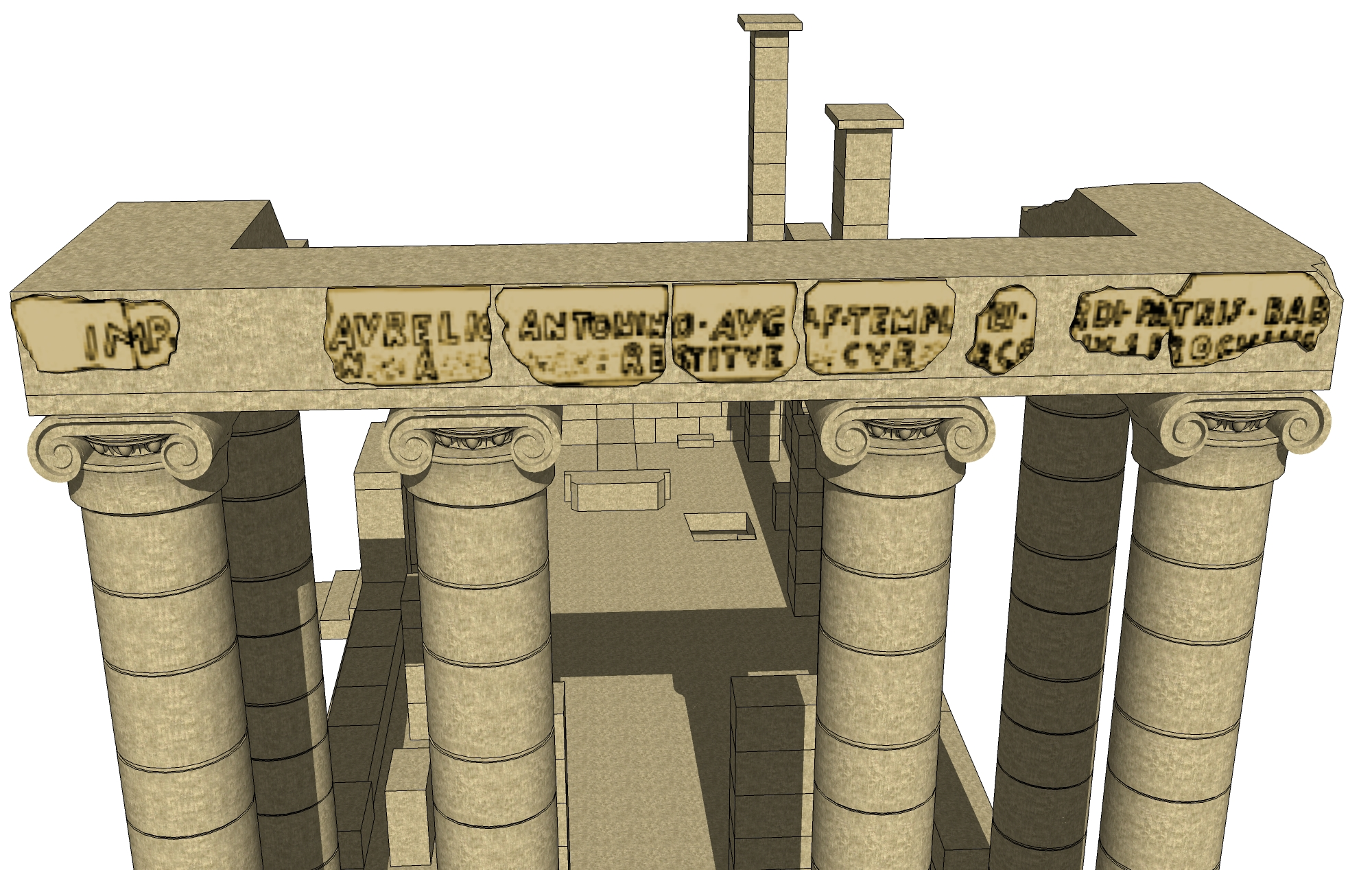
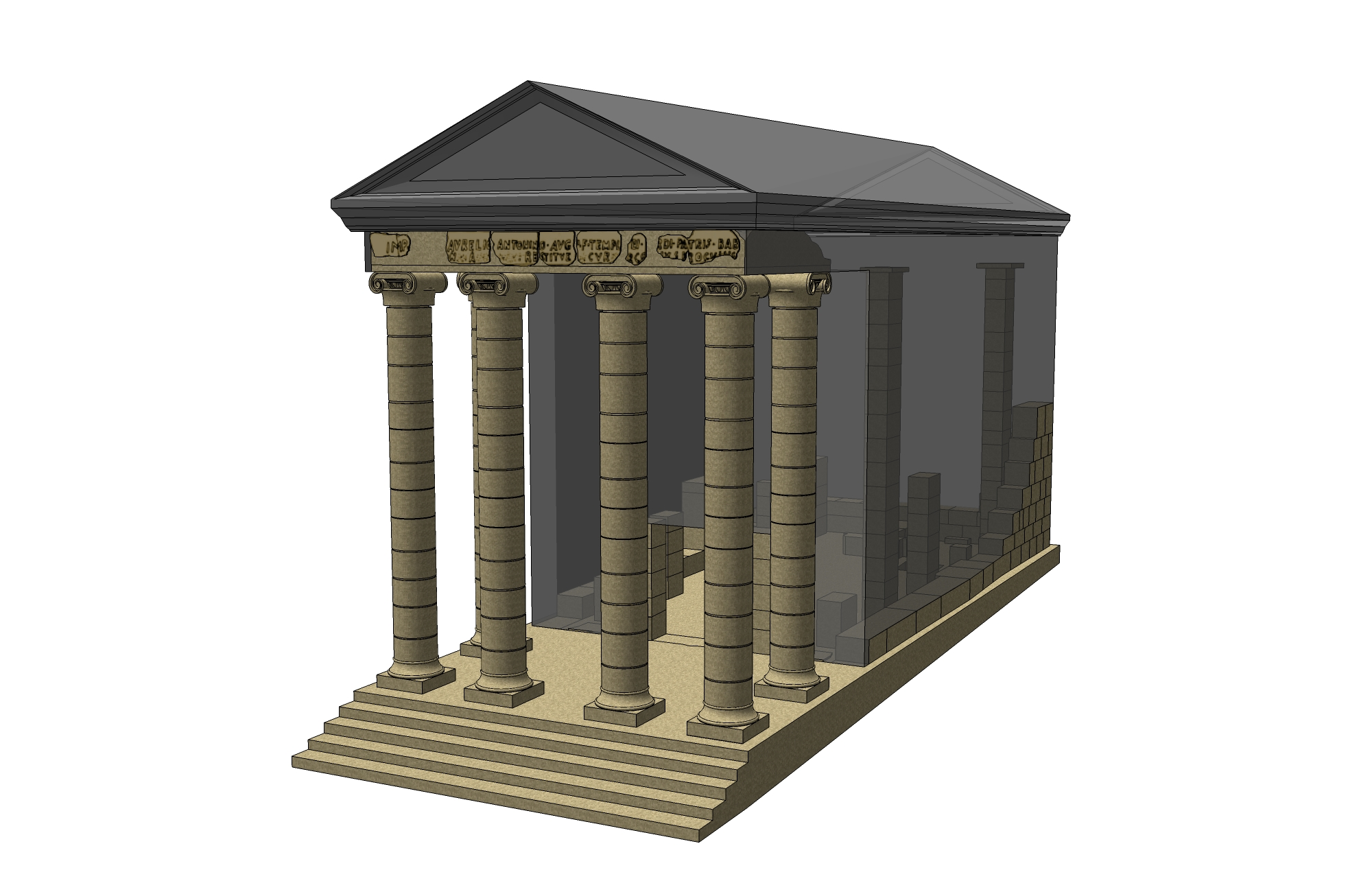
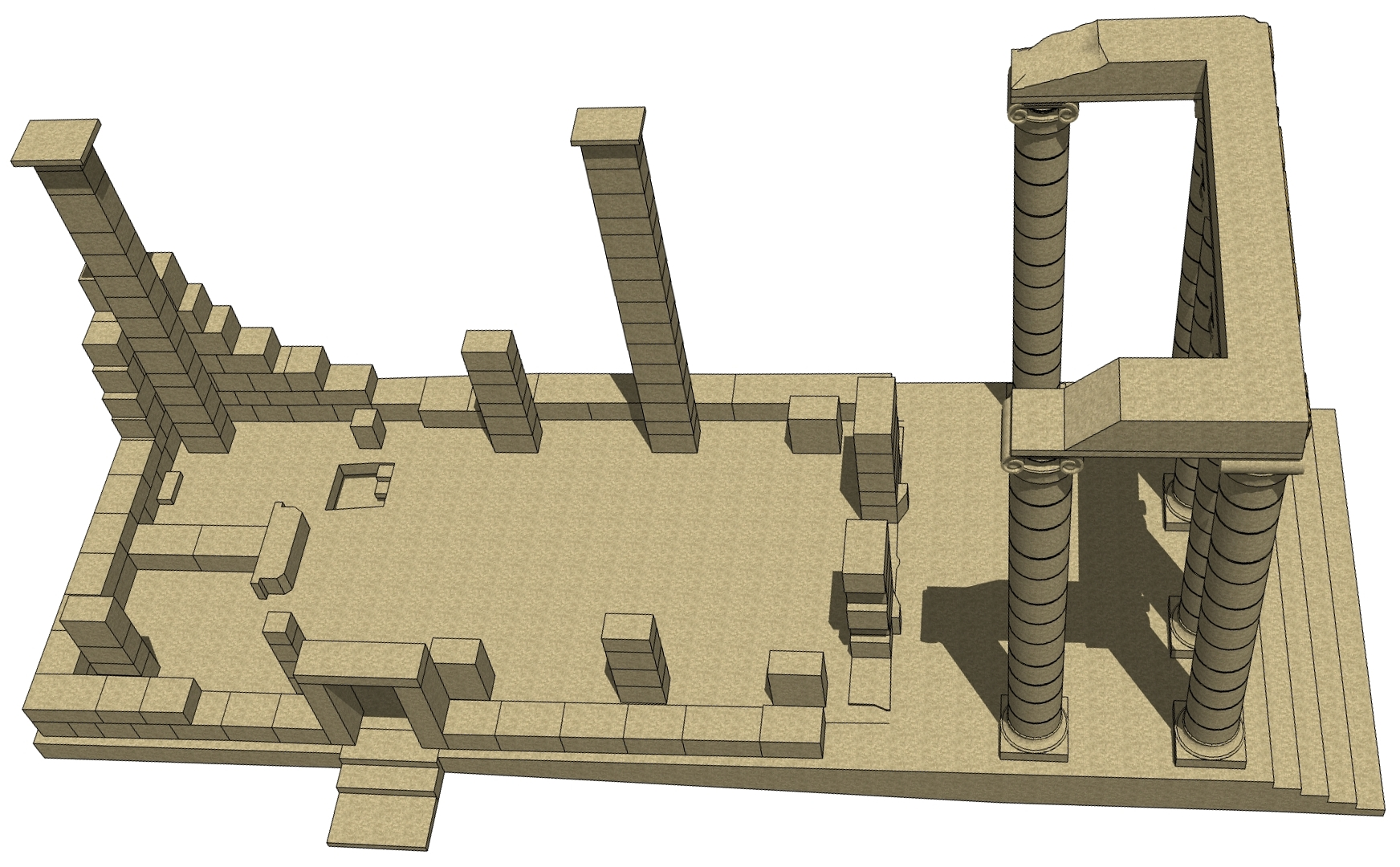